# Boicot al Cottage
El boicot al cottage (en hebreo: מחאת הקוטג'‎ o חרם הקוטג') fue un boicot de los consumidores israelíes que se inició en junio de 2011 mediante Facebook. La protesta fue contra el continuo aumento de los precios de los alimentos en Israel. Los organizadores pidieron al público que dejara de comprar cottage, que se percibe como un alimento básico en Israel. En poco tiempo, 100 000 usuarios se unieron a la página de protesta de Facebook. A medida que el boicot ganaba impulso, desató un debate público sobre el alto costo de vida en Israel.
A pesar de las campañas de ventas especiales diseñadas para tentar a los compradores, las cadenas de supermercados informaron de una fuerte caída en la compra de cottage por parte de las tres principales industrias lácteas de Israel, ocasionando que el precio del cottage en el país se redujese.

## Historia

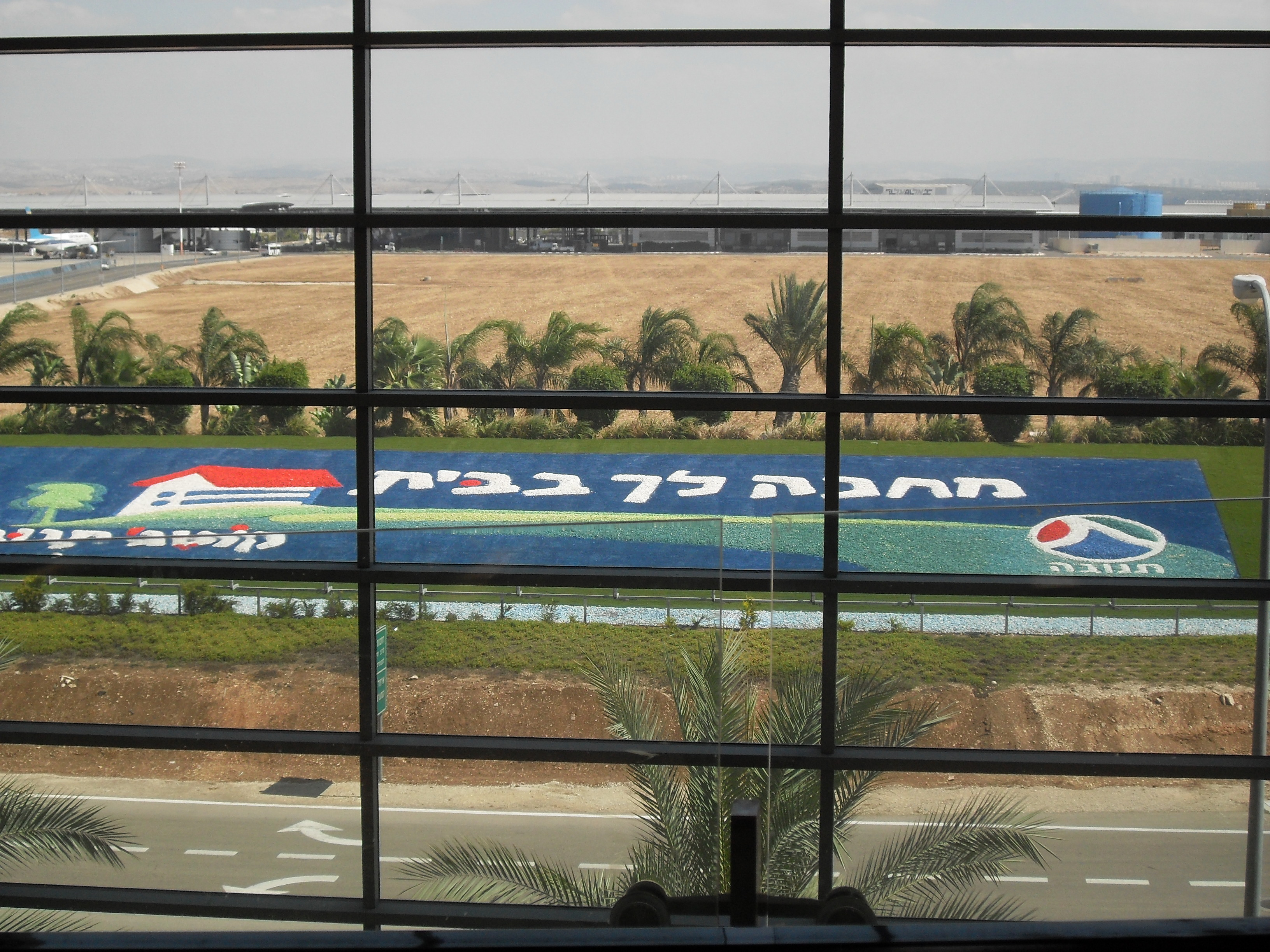
Anuncio de cottage de Tnuva, Aeropuerto Internacional Ben-Gurion

El cottage es un producto popular en Israel que es ampliamente percibido como un alimento básico por el público israelí. La cooperativa Tnuva controla más del 70% del mercado lácteo, mientras que las empresas Strauss y Tara controlan el resto del mercado. Además, la importación de productos lácteos a Israel antes del boicot era mínima debido a los aranceles de importación extremadamente altos que se les imponían, que en algunos casos superaban el 100%. Debido al dominio de Tnuva en el mercado lácteo israelí, la Autoridad Antimonopolio de Israel lo considera un monopolio legal, que tiene el poder de regular sus precios para evitar que aumenten los precios. En agosto de 2008, el ministro de Finanzas israelí, Avraham Hirschson, declaró que el gobierno dejaría de regular el precio del cottage, que era de 4,82 NIS por una tarrina de 250 ml (9 onzas), con el fin de fomentar la competencia en este mercado. Contrariamente a las expectativas, en tres años el precio del cottage subió aproximadamente un 45% del precio original, hasta aproximadamente 8 NIS.
Según el periódico financiero israelí Globes, la subida de precios que condujo al boicot se impuso debido a una demanda a los ejecutivos de Tnuva por parte de la británica Apax Partners, un fondo de capital privado con sede en Londres, que había comprado una participación mayoritaria en la israelí Tnuva, para recaudar el valor de la empresa. Después de que Apax adquiriera Tnuva, se ordenó a sus ejecutivos que presentaran un plan de 100 días para aumentar el valor de la empresa, que fue apodado "Quick Wins", de acuerdo con la política de Apax de comprar empresas, aumentar su valor y venderlas dentro de seis años. Apax luego contrató a McKinsey & Company, una firma consultora estadounidense, para examinar las capacidades de fijación de precios de Tnuva. McKinsey, junto con el Dr. Shula Pesach (economista jefe de Tnuva) realizó un estudio y concluyó que Tnuva podría aumentar los precios en al menos un 15% sin dañar la demanda pública, aunque el Dr. Pesach advirtió que el aumento de precios tenía el potencial de "explotarle en la cara de la empresa". Fuentes en Tnuva dijeron a Globes que "incluso antes del aumento de las entradas de leche cruda, estaba claro que Tnuva iba a subir los precios continuamente".

## Eventos
Tras una serie de artículos de Ilanit Chaim en Globes que cubrían el aumento de los precios de los alimentos y el costo de vida en Israel, en junio de 2011, el residente de Bnei Brak, Itzik Alrov, abrió un grupo de protesta en Facebook pidiendo al público israelí que dejara de comprar cottage como primer paso. Aunque el boicot estaba planeado para el 1 de julio de 2011, hubo mucha publicidad en los medios. Con decenas de miles de usuarios de Facebook que se unieron al grupo de protesta, el total pronto superó los 100 000. Como resultado, el boicot se trasladó a mediados de junio de 2011. Se instó al público a comprar cottage solo si costaba menos de 5 NIS y a boicotear también otros productos lácteos.
En septiembre de 2011, una demanda colectiva por 125 millones NIS demanda fue presentada contra Tnuva, alegando que la compañía "ha abusado de su posición para elevar los precios del queso cottage en más de un 40% entre 2006 y 2011". La Autoridad Antimonopolio de Israel también abrió una investigación sobre Tnuva por presunto abuso de poder monopolístico.
Después de que el director ejecutivo (Zehavit Cohen) de la sucursal israelí de Apax Partners anunciara que no bajaría el precio del cottage, se establecieron otros grupos de protesta en Facebook llamando a boicotear todos los productos de Tnuva.

## Respuesta gubernamental
Como resultado de la protesta pública, los partidos de oposición iniciaron un debate sobre el asunto en la Knesset. El ministro de Finanzas, Yuval Steinitz, y el primer ministro, Benjamín Netanyahu, anunciaron que considerarían importar productos lácteos para crear competencia en el mercado lácteo israelí. Además, el ministro de finanzas israelí anunció que el precio de los productos lácteos, que está regulado por el gobierno, seguirá estando regulado. El contralor estatal Micha Lindenstrauss anunció que investigaría el aumento del costo de los productos lácteos. El presidente de la Knesset, Reuven Rivlin, atacó a la cooperativa Tnuva cuando dijo: "Usted compra un producto nacional, pero el dinero va al extranjero".
El Comité Kadmi designado para estudiar el tema encontró que el margen de las cadenas minoristas fue la principal causa de las subidas de precios, seguido por el margen de los grandes productores de lácteos. Los productores de leche israelíes fueron los menos culpables. Siguiendo las recomendaciones del comité, el ministro de Hacienda firmó un proyecto de ley para reducir las aduanas en la importación de quesos duros. Los productores de leche israelíes, que se consideraban los que sufrirían el mayor daño por la implementación de la nueva ley de aduanas reducida, comenzaron a protestar contra ella. En febrero de 2014, el ministro de Economía israelí, Naftalí Bennett, redujo los aranceles de importación sobre una variedad de productos lácteos como la mantequilla y el yogur en un 80%, aunque estos aranceles reducidos vinieron con cuotas para ayudar a las pequeñas empresas israelíes a aumentar su participación en el mercado y fomentar la competencia.
El 30 de diciembre de 2013, el gobierno israelí impuso controles de precios a Tnuva, lo que obligó a bajar los precios de los productos lácteos en aproximadamente un 20%. Esta decisión había sido precedida por una investigación del mercado por parte de un contador contratado por el gobierno, que concluyó que los precios de Tnuva eran "excesivos e irrazonables".

## Respuesta empresarial
Las cadenas de tiendas minoristas israelíes informaron que las ventas cayeron drásticamente después de la protesta de la cabaña y, como resultado, varias cadenas minoristas anunciaron que reducirían significativamente el precio minorista del cottage y el queso crema.
Después de muchos días en los que las cooperativas lecheras guardaron silencio, Ofra Strauss, presidente del Grupo Strauss, afirmó: "Nos equivocamos. El costo de los alimentos es demasiado alto ”y agregó que “la diferencia entre la alta tecnología y los productos de consumo es que no podemos ignorar lo que le está sucediendo a la gente”. Al día siguiente, Zehavit Cohen, CEO de Tnuva, anunció que Tnuva no subiría el precio de los productos lácteos hasta fin de año, pero tampoco bajaría el precio. Cinco días después, Tnuva cedió y bajó los precios en aproximadamente un 12,5%, a 5,90 NIS por caja. Los organizadores de la protesta afirmaron que el precio seguía siendo demasiado alto y que el boicot continuaría hasta que cayera a 5 NIS. Poco después, todas las cooperativas de leche anunciaron que bajarían los precios del cottage. La red de supermercados "Blue Square", que opera la cadena de supermercados "Mega", anunció un recorte del 10 por ciento en los productos básicos. La cadena de supermercados Shufersal anunció que vendería cottage por 5,9 NIS.
Debido a las protestas del requesón, otras dos empresas israelíes, Soglowek y Osem, dijeron que suspenderían los aumentos de precios previstos para sus productos.

## Investigación
Hendel, Lach y Spiegel (2017) estudiaron econométricamente el boicot al cottage. Encuentran que (i) la demanda de requesón se redujo en un 30% debido al boicot; (ii) la lealtad a la marca disminuyó y los clientes se volvieron más sensibles al precio y dispuestos a sustituir entre marcas; y (iii) el aumento de la sensibilidad de los precios fue más pronunciado en las áreas con mayor uso de las redes sociales; estos hallazgos sugieren que las redes sociales jugaron un papel importante para facilitar la movilización de los consumidores; y (iv) los precios posteriores al boicot estaban sustancialmente por debajo de los niveles de maximización de ganancias (como lo implican las elasticidades de la demanda posteriores al boicot), lo que sugiere que las empresas restringieron sus políticas de precios, muy probablemente porque estaban preocupadas con la propagación del boicot a otros productos y con la mayor probabilidad de intervención del gobierno debido a los altos precios.

## Otras lecturas
- «Israel reduces barriers to cheese imports». Reuters. 3 de agosto de 2011. Consultado el 25 de septiembre de 2011.
- Gilinsky, Jaron (12 de agosto de 2011). «Chutzpah or economics?». Haaretz.com. Consultado el 25 de septiembre de 2011.
- Dovrat, Adi (21 de julio de 2011). «Cottage cheese protesters call for total dairy boycott». Haaretz.com. Consultado el 25 de septiembre de 2011.